# Thier Savary
Le Thier Savary est une rue de la ville de Liège (Belgique) faisant partie du quartier de Sainte-Walburge. La partie supérieure est constituée d'escaliers.

## Odonymie
Thier est un mot d'origine wallonne signifiant un lieu en côte. Le Thier de la Fontaine, le Thier de la Chartreuse ou le Thier-à-Liège sont d'autres exemples. Savary est le patronyme d'un maître houiller local.

## Description
Cette rue à forte déclivité mesure environ 165 m dont les 88 m supérieurs sont composés d'un escalier de 204 marches séparées par une rambarde centrale et marquant un léger virage à droite dans le sens de la montée. L'escalier est repris à l'inventaire du patrimoine culturel immobilier de la Wallonie. La pente moyenne de l'escalier est d'environ 30 %. Les vingt maisons de le rue sont toutes bâties du côté sud de la voirie (à droite dans le sens de la montée). Le côté nord est occupé par une zone boisée. De ce même côté, au bas de la voirie, se trouve une petite aire de détente (bancs, barbecue, terrain de pétanque) faisant partie du parc de la Paix et se prolongeant le long de la rue Jean Haust.

## Histoire
Ces escaliers ont été construits en 1905. Il n'est pas impossible qu'en 1468, les six cents Franchimontois aient gravi cette côte (donc sans escaliers à l'époque) pour aller en découdre avec les hommes de Charles le Téméraire. Cet affrontement provoqua la mise à sac de la ville de Liège par les troupes du duc de Bourgogne.

## Voiries adjacentes
- Rue Fond-Pirette
- Rue Jean Haust
- Montagne Sainte-Walburge